# Peter Mensah
Peter Mensah (Acra, Ghana; 27 de agosto de 1959) es un actor ghanés nacionalizado británico. Es conocido principalmente por sus papeles en películas como Lágrimas del sol, 300 y Avatar, así como por su interpretación del "doctore" Enomao en las series de televisión Spartacus: Blood and Sand, Spartacus: Gods of the Arena y Spartacus: Vengeance.

## Biografía
Mensah proviene de una familia sudanesa de la tribu Asante que se trasladó a Hertfordshire, Inglaterra. Pasó allí parte de su juventud hasta que decidió dejar Europa y buscar fortuna en Canadá o Australia, pero los papeles para el ingreso a Canadá llegaron antes y por lo tanto decidió mudarse a ese país.

## Carrera
Aficionado a la práctica de las artes marciales sus comienzos como actor fueron relativamente tardíos, ocasionalmente en la escuela y profesionalmente cuando ya superaba los cuarenta años. 
Desde entonces ha aparecido en películas como 300, Hidalgo (Océanos de fuego en España), Lágrimas del sol, Jason X, The Incredible Hulk (2008), El hombre de Harvard y Bless the Child.
Ha hecho apariciones en televisión en Star Trek: Enterprise, Tracker, Witchblade, Blue Murder, Relic Hunter, Earth: Final Conflict, Highlander: El cuervo, La Femme Nikita y Terminator: The Sarah Connor Chronicles (en el episodio 12 de la segunda temporada, titulado "Los campos de los Alpes"). 
También protagonizó el cortometraje The Seed y más tarde apareció en un pequeño papel en la película Avatar, de James Cameron. 
Luego apareció en la serie de televisión de la cadena Starz Spartacus: Blood and Sand y en su precuela, Spartacus: Gods of the Arena, interpretando el papel de Enomao, así como en la nueva temporada de la serie, Spartacus: Vengeance.
También apareció en la quinta temporada de la serie televisiva True Blood.
Prestó su voz e imagen a Zach Hammond, jefe de seguridad y capitán del USG Kellion en el videojuego Dead Space.

## Filmografía

### Cine
- 1998: The Long Island Incident como Hugh
- 2000: Bruiser como skinhead
- 2000: The Golden Spiders: A Nero Wolfe Mystery como Mort Erwin
- 2000: Bless the Child como Janitor
- 2000: Enslavement: The True Story of Fanny Kemble como Quaka
- 2000: The Perfect Son como The Tall Gay Basher
- 2001: Harvard Man: Juego peligroso como Cyrill el mayordomo
- 2001: Jason X como el sargento Brodski
- 2002: Triggerman como Boxer
- 2002: Conviction como T-Bone
- 2002: Cypher como Vault Security Guard
- 2003: Tears of the Sun (Lágrimas del sol) como Terwase
- 2004: Hidalgo como Jaffa
- 2006: The Seed
- 2007: 300 como mensajero persa
- 2008: The Incredible Hulk como General Joe Greller
- 2009: Avatar como Horse Clan Leader
- 2010: City Of Shoulders como Dr. Lucas Andreisherm
- 2010: Flynn como Special Forces Captain
- 2013: Transformers Prime Beast Hunters: Predacons Rising como Predaking (voz)
- 2014: 300: Rise of an Empire como adiestrador de Artemesia / mensajero persa
- 2023: The Devil Conspiracy como el Arcángel Miguel[2]
- 2024: Gladiator 2

### Televisión
- 1995: Nancy Drew como Simon (1 episodio, "Welcome To Callisto")
- 1997: Exhibit: A Secrets Of Forensic Science como Charles Ssenyonga (1 episodio, "Bad Blood")
- 1997: Once a Thief como ayudante de Petrosian (1 episodio, "Macdaddy")
- 1998: La Femme Nikita como Taylor (1 episodio, "First Mission")
- 1998: F/X: The Series como Vincent (1 episodio, "Chiller")
- 1999: Highlander: The Raven como Raphael (1 episodio, "A Matter Of Time")
- 1999: Earth: Final Conflict como Alan (1 episodio, "Emancipation")
- 2000: Deep in the City como Lang (1 episodio, "Gorky Parkette")
- 2000: Twich City como Prison Guard (1 episodio, "The Return Of The Cat Food Killer")
- 2000: Relic Hunter como médico brujo (1 episodio, "Cross OF Voodoo")
- 2001: Blue Murder como Marlon Anderson (2 episodios)
- 2001: A Nero Wolfe Mystery ("The Doorbell Rang," "Over My Dead Body")
- 2001–02: Witchblade como Hecter "Moby" Mobius (2 episodios)
- 2002: Tracker como Marak (1 episodio, "Native Son")
- 2005: Star Trek: Enterprise como Daniel Greaves (2 episodios)
- 2008: Terminator: The Sarah Connor Chronicles como General Perry (2 episodios)
- 2010: Spartacus: Blood and Sand como Enomao "Doctore" (13 episodios)
- 2011: Spartacus: Gods of the Arena como Enomao "Doctore" (6 episodios)
- 2012: Spartacus: Vengeance como Enomao "Doctore" (10 episodios)
- 2012: True Blood como Kibwe
- 2013: Spartacus: War of the Damned como Enomao 'Doctore' (1 episodio, cameo)
- 2013: Burn Notice como Marco Cabral (1 episodio)
- 2013: Transformers: Prime como Predaking (voz)
- 2015-16: Sleepy Hollow como Hidden One (7 episodios)
- 2017: Midnight, Texas como Lemuel
- 2018: Agents of S.H.I.E.L.D. como Qovas